# Thierry Nyamen
Thierry Nyamen est un industriel camerounais.

## Biographie

### Enfance, éducation et débuts
Il a un bac scientifique en 1989. Il est titulaire d'un PhD de mécanisation agricole à l'Université de Kharkov en Ukraine,. 

### Carrière
Il fait de la bouillie de mais en y ajoutant du soja,. 
Thierry Nyamen lance NTFoods qui produit des céréales infantiles au soja. Avec la marque Tanty et d'autres. Il est fourni par 120 agriculteurs. Enseignant à l’université catholique d’Afrique centrale, Sup de Co et ISTAG, il est aussi consultant pour la Francophonie en matière d’entrepreneuriat et mentor de jeunes entrepreneurs.